# Goupix et Feunard
Goupix (ロコン, Rokon, dans les versions originales en japonais) et son évolution Feunard (キュウコン, Kyukon) sont deux espèces de Pokémon de première génération.
Issus de la célèbre franchise de médias créée par Satoshi Tajiri, ils apparaissent dans une collection de jeux vidéo et de cartes, dans une série d'animation, plusieurs films, et d'autres produits dérivés, ils sont imaginés par l'équipe de Game Freak et dessinés par Ken Sugimori. Leur première apparition a lieu au Japon en 1996, dans le jeu vidéo Pokémon Vert exclusivement. Ces deux Pokémon sont tous du type feu et occupent respectivement les 37e et 38e emplacements du Pokédex, l'encyclopédie fictive recensant les différentes espèces de Pokémon.
Depuis la septième génération, ils possèdent chacun une nouvelle forme, appelée respectivement Goupix d'Alola et Feunard d'Alola.

## Création
Propriété de Nintendo, la franchise Pokémon est apparue au Japon en 1996 avec les jeux vidéo Pocket Monsters Vert et Pocket Monsters Rouge. Son concept de base est la capture et l'entraînement de créatures appelées Pokémon, afin de leur faire affronter ceux d'autres dresseurs de Pokémon. Chaque Pokémon possède un ou deux types – tels que l'eau, le feu ou la plante – qui déterminent ses faiblesses et ses résistances au combat. En s'entraînant, ils apprennent de nouvelles attaques et peuvent évoluer en un autre Pokémon.

### Conception graphique
La conception de Goupix et de Feunard  est le fait, comme pour la plupart des Pokémon, de l'équipe chargée du développement des personnages au sein du studio Game Freak. Leur apparence est finalisée par Ken Sugimori pour la première génération des jeux Pokémon, Pokémon Rouge et Pokémon Vert, sortis à l'extérieur du Japon sous les titres de Pokémon Rouge et Pokémon Bleu,. 

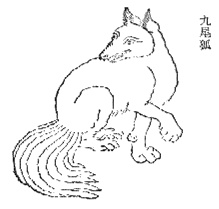
Goupix et Feunard sont inspirés du.

Ces deux Pokémon sont basés sur le renard à neuf queues, appelé au Japon kyūbi no kitsune (九尾の狐). Cette créature peut cracher des flammes, créer des illusions, et ont des durées de vie extrêmement longues,.

### Étymologie
Goupix et Feunard sont initialement nommés Rokon (ロコン) et Kyukon (キュウコン, Kyūkon) en japonais. Le nom japonais de Goupix est sujet à plusieurs interprétations dont celle où son nom vient du nombre six (六, roku), le kon (恨), peut se référencer à la malédiction que peut jeter Goupix à ses adversaires. Kon peut aussi se référer à l'onomatopée « kon kon » que font les renards au Japon. De plus, une lecture alternative de renard en japonais :  kitsune (狐), est ko. Celui de Feunard peut venir du Kyūbi (九尾の狐), un renard mythologique à neuf queues. Il peut aussi venir de kyū (九) voulant dire neuf et de kon étant l'onomatopée désignant au Japon le bruit que font les renards ou de ko étant la lecture alternative de kitsune (狐), le renard japonais. Ces noms sont ensuite adaptés dans trois langues lors de la parution des jeux en Occident : anglais, français et allemand ; le nom anglais est utilisé dans les autres traductions du jeu.
Nintendo choisit de donner aux Pokémon des noms « astucieux et descriptifs », liés à l'apparence ou aux pouvoirs des créatures, lors de la traduction des jeux ; il s'agit d'un moyen de rendre les personnages plus compréhensibles pour les enfants, notamment américains. Rokon est renommé « Vulpix » en anglais et en allemand et « Goupix » en français et Kyukon devient « Ninetales » en anglais, « Vulnona » en allemand et « Feunard » en français. Selon IGN, Vulpix vient du mot latin « vulpus » signifiant « renard ». La succursale de Nintendo en Amérique voulait au départ l'appeler « Foxfire »,. Ninetales est un mot-valise entre « nine » (neuf en français) et « tales » (contes), ressemblant au mot « tails » (queues), du fait que les développeurs se sont servis de contes avec un renard à neuf queues. Selon Pokébip, les noms français sont des mots-valises composés respectivement de « goupil » et « six », et de « feu » et « renard ».

## Description
Ces deux Pokémon sont l'évolution l'un de l'autre : Goupix évolue en Feunard. Cette évolution survient uniquement si le Goupix est en contact avec une pierre feu.
Comme pratiquement tous les Pokémon, ils ne peuvent pas parler (bien que Feunard comprenne le langage humain) : lors de leurs apparitions dans les jeux vidéo tout comme dans la série d'animation, ils sont seulement capables de communiquer verbalement en répétant les syllabes de leur nom d'espèce en utilisant différents accents, différentes tonalités, et en rajoutant du langage corporel. Cependant, dans la série animée, Feunard semble capable de communiquer avec les humains via des illusions.

### Goupix
À sa naissance, le Goupix n'a qu'une seule queue blanche qui se divisera en six et se colorera avec l'âge. À l'intérieur de Goupix, une flamme est constamment allumée, si la température augmente, Goupix doit cracher des flammes pour rester à une température supportable. Lorsqu'il est sur le point d'évoluer, ses queues s'élèvent très vite et très intensement en température, de telle sorte que l'on a impression qu'elles s'embrasent.
Son pelage est doux et magnifique, de plus le Goupix est d'un caractère doux, gentil et câlin, c'est pourquoi il est souvent comparé à une peluche. Goupix sait reconnaître les adversaires trop forts pour lui, et lorsque c'est le cas, tout comme son homologue réel, le renard, il simule une blessure, afin de pouvoir s'échapper plus facilement.

Boeing 767-381ER de la Air Do avec une livrée Pokémon (en) de plusieurs Goupix, posé ici à l'aéroport international de Tokyo-Haneda, en 2022.
Même appareil de l'autre côté, avec une livrée de plusieurs Goupix d'Alola.

### Feunard
Feunard a l'apparence d'un renard possédant une crinière et neuf queues se terminant par une pointe de couleur orangée. Sa fourrure est de couleur blanche, et à mesure que le Feunard vieillit, elle se pare d'une couleur dorée.
Selon la mythologie Pokémon, il est dit que Feunard résulterait de la fusion de neuf sorciers aux pouvoirs puissants. Cette légende vient de l'intelligence extrême de Feunard qui lui permet même de comprendre le langage humain. Ainsi chacune de ses neuf queues serait l'incarnation d'un des sorciers et possède un grand pouvoir magique permettant au Feunard de vivre mille ans, en contrepartie, il est très rancunier et si une personne s'amuse à jouer avec une de ses queues, il maudira cette personne pour un millénaire.

## Apparitions

### Jeux vidéo
Goupix et Feunard apparaissent dans la série de jeux vidéo Pokémon. D'abord en japonais, puis traduits en plusieurs autres langues, ces jeux ont été vendus à plus de 200 millions d'exemplaires à travers le monde. Ils font leur première apparition le 27 février 1996, dans les jeux japonais Pocket Monsters Aka (ポケットモンスター 赤, Poketto Monsutā Aka, Pocket Monsters Rouge) et Pocket Monsters Midori (ポケットモンスター 緑, Poketto Monsutā Midori, Pocket Monsters Vert) (remplacé dans les autres pays par la version Bleue). Néanmoins, ils sont exclusifs à la version Pokémon Vert (Pokémon Version Bleue en Occident). Depuis la première édition de ces jeux, Goupix et Feunard sont réapparus dans les versions jaune, argent, rubis, saphir, émeraude, rouge feu, vert feuille, diamant, perle, platine, noir 2 et blanc 2.
Il est possible d'avoir un œuf de Goupix en faisant se reproduire deux Pokémon dont au moins un Goupix ou un Feunard femelle. Cet œuf éclot après 5 120 pas, et un Goupix de niveau 5 en sort. Goupix et Feunard appartiennent au groupe d'œuf champ et ont les capacités « Torche » et « Sécheresse ».
Feunard fait aussi une apparition en tant que personnage non-joueur important dans le jeu Pokémon : Donjon mystère - Équipe de secours rouge et bleue. En effet, c'est lui, au sommet du Mont Glacial, qui révélera la vérité à propos des catastrophes secouant le monde Pokémon.

### Série télévisée et films
La série télévisée Pokémon et les films qui en sont issus narrent les aventures d'un jeune dresseur de Pokémon du nom de Sacha, qui voyage à travers le monde pour affronter d'autres dresseurs ; l'intrigue est souvent distincte de celle des jeux vidéo. Goupix apparaît dans la première saison, à l'épisode Les Pokémon changent de look, où il appartient à Suzie, une dresseuse Pokémon. Mis à part sa dresseuse, personne ne pouvait toucher Goupix sans se faire brûler. Mais Pierre réussit à le prendre sans se faire brûler. C'est pour cela que Suzie offrit à Pierre son Pokémon Goupix. Pierre utilisait alors de temps à autre son Goupix, jusqu'à la saison 4, à l'épisode Le Concours de beauté. Dans cet épisode, à un concours de beauté, Pierre retrouve Suzie et le lui rend. Auguste a un Feunard qu'il utilise contre le Carapuce de Sacha lors de l'épisode Le maître des devinettes.
Le Goupix de Pierre apparaît également dans le court-métrage avant le film Le Pouvoir est en toi : Pikachu à la rescousse où le court-métrage montre quelques Pokémon de la deuxième génération.

## Réception
Les lecteurs d'IGN ont élu leurs cent Pokémon les plus populaires. Feunard a été classé 31e parmi les Pokémon préférés. Il est décrit comme « élégant et puissant » et il s'agit d'« une des plus impressionnantes évolutions de la première génération ».